# Dixon Arroyo
Dixon Jair Arroyo Espinoza (sinh ngày 1 tháng 6 năm 1992) là một cầu thủ bóng đá người Ecuador hiện thi đấu cho Inter Miami.